# بلاتفيل (كولورادو)
بلاتفيل (بالإنجليزية: Platteville, Colorado)‏ هي بلدة تقع في مقاطعة ويلد، كولورادو بولاية كولورادو في الولايات المتحدة. تأسست عام 1871، تبلغ مساحتها 6.545 (كم²)، وترتفع عن سطح البحر 1467 م، بلغ عدد سكانها 2485 نسمة في عام 2010 حسب إحصاء مكتب تعداد الولايات المتحدة وتصل الكثافة السكانية فيها 623.7 نسمة/كم2.

## وصلات خارجية
- Town of Platteville
- The US50 - Cities and Towns in Colorado State
- Colorado Cities and Towns, Facts, Map, Flag, Colleges, Government, and More